# Moon tree

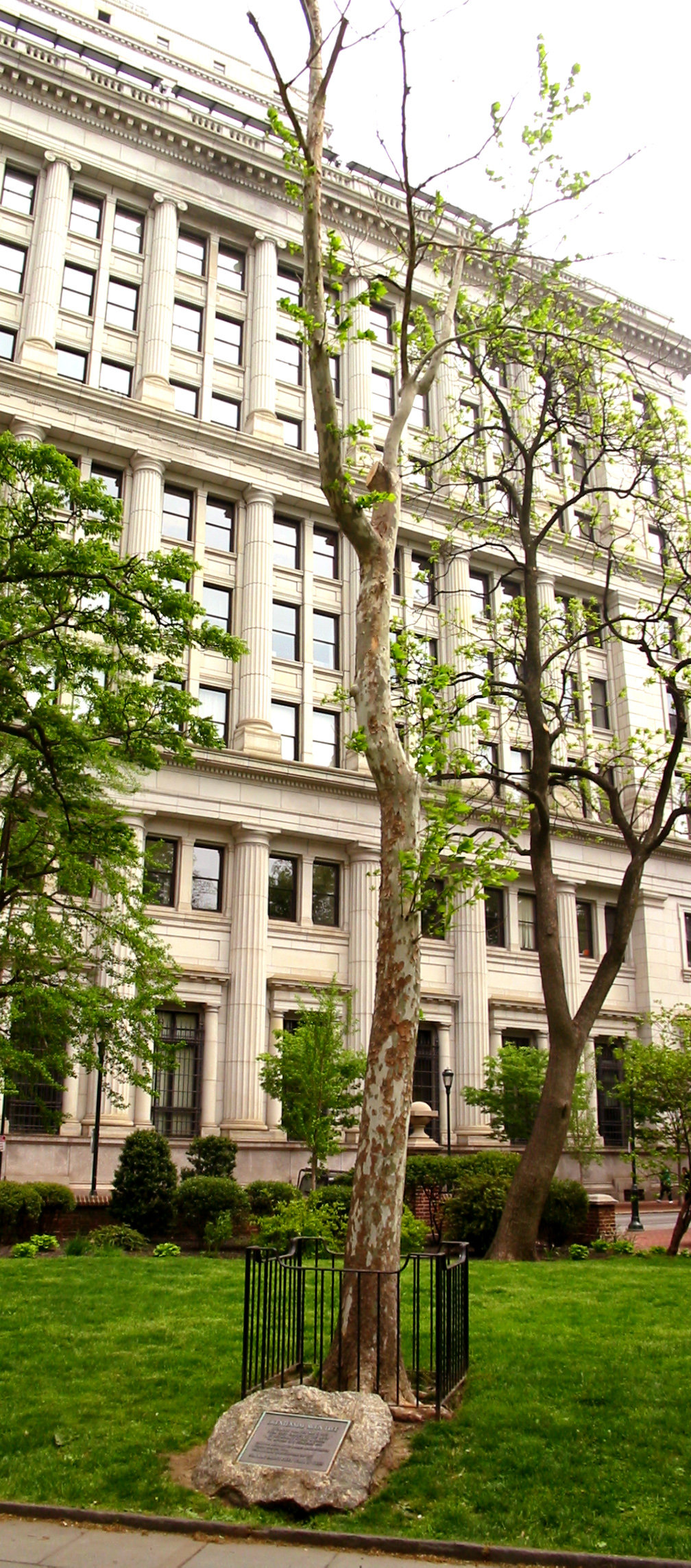
Moon tree planté en 1975 sur Washington Square à Philadelphie.

Un Moon tree (en français arbre lunaire ou arbre de la Lune) est un arbre planté à partir d'une des graines, environ 500, ayant été mises en orbite autour de la Lune par Stuart Roosa durant la mission Apollo 14 en 1971. En tant que pilote du module lors de la mission Apollo 14, et parce qu'il était un ancien Smoke jumper (parachutiste sautant sur les feux de forêt), Roosa fut contacté par Ed Cliff (en), qui était alors directeur du Service des forêts des États-Unis, pour lui proposer d'emporter quelques graines lors du voyage. Ces graines furent choisies parmi celles de cinq types d'arbres différents : Pinus taeda, sycomore, liquidambar, sequoia et sapin de Douglas.

## Arbres utilisés
Après le vol, les graines furent envoyées dans un centre du service des forêts au sud des États-Unis à Gulfport dans le Mississippi, ainsi qu'en Californie, à Placerville, dans le but de les faire germer. Presque toutes ont poussé avec succès et le service des forêts avait environ 420 graines germées après quelques années. Certaines furent plantées à côté d'autres arbres de la même espèce restés sur Terre qui avaient été spécifiquement mis de côté pour contrôle. Après vingt ans, il n'y avait pas de différence entre les deux arbres. Entre 1975 et 1976, la plupart des arbres lunaires ont été donnés à plusieurs organisations forestières des États américains dans le but d'être plantés pour le bicentenaire des États-Unis. Puisque les arbres étaient des espèces méridionales, certains États n'en ont pas reçu. Un Pinus taeda fut planté à la Maison-Blanche, et des arbres furent plantés au Brésil, en Suisse et présentés à l'empereur du Japon Hirohito, entre autres.

## Sources
- (en) Cet article est partiellement ou en totalité issu de l’article de Wikipédia en anglais intitulé « Moon trees » (voir la liste des auteurs).

## Compléments